# Kattegattgymnasiet
Kattegattgymnasiet, förkortat KG, är en kommunal gymnasieskola i Halmstad. Skolan har högskoleförberedande program och yrkesprogram. Skolan hette ursprungligen Halmstads högre tekniska läroverk, och senare Tekniska gymnasiet i Halmstad respektive Kattegattskolan. 

## Skolan
Skolan har cirka 1500 elever. På skolan finns nio program, varvid diverse unika kurser och inriktningar erbjuds. Bygg- och anläggningsprogrammet på skolan uppfyller alla kriterier för att vara branschrekommenderad skola enligt Byggnadsindustrins yrkesnämnd (BYN), Ekonomiprogrammet är certifierat för att utbilda "Diplomerade Gymnasieekonomer", skolan är ett teknikcollege och Fordons- och transportprogrammet är certifierat motorbranschcollege.Kattegattgymnasiet är också en av Europaparlamentets ambassadörsskolor.

## Historia
Platsen där Kattegattgymnasiet ligger var mellan 1935 och 1956 Halmstads civila flygfält. Det mesta från flygfältet är borta. Ett antal flyganknutna gatunamn vittnar om platsens bakgrund. 
År 1960 grundades Högre tekniska läroverket som är ursprungsskolan. Den låg i provisoriska lokaler på Brunnsåkersskolan och flyttade 1963 till nuvarande Kattegattgymnasiets lokaler. Dessa utgjordes av åtta byggnader som förenades med korridorbyggnader. A-, B- och C-byggnaderna, var en 125 meter lång laboratoriebyggnad och det nu rivna gymnasiets skåpshall utgjorde entrépartiet. De lokaler som fanns vette mot Tylösandsvägen/Slottsjordsvägen. Den sammanlagda byggnadsytan var 6300 kvadratmeter. A-, B- och C-byggnaderna har rivits och i augusti 2020 stod den första av skolans nybyggda delar färdig på den platsen.
Den 16 november 1963 invigdes skolan nya lokaler, med namnet Tekniska gymnasiet i Halmstad. 1966 bytte skolan namn till Kattegattskolan. Skolan var ett tekniskt gymnasium fram till början av 1990-talet. 1971 hade skolan naturvetenskaplig, teknisk, samhällsvetenskaplig, humanistisk och social linje. 1973 tillkom bland annat el-teleteknisk linje, fordonsteknisk linje, trä- och verkstadsteknisk linje samt bygg- och anläggningsteknisk linje. Större delen är fortfarande tekniska linjer. Elevantalet var som störst 1990 med 1592 elever.
1992 ändrades namnet till Kattegattgymnasiet. Skolan har även under åren 1973 och 1998 haft ett fjärde påbyggnadsår. På grund av detta kom det elever från i princip hela södra Sverige för att kunna välja detta. Kattegattgymnasiet var nämligen en av få skolor som kunde erbjuda ett fjärde år.

## Program och inriktningar på skolan

### Aktuella program och inriktningar
- Bygg- och anläggningsprogrammet (inriktningar: husbyggnad, anläggningsfordon, mark och anläggning, måleri, plåtslageri samt specialyrken)
- Ekonomiprogrammet (inriktningar: ekonomi och juridik)
- El- och energiprogrammet (inriktningar: datateknik, installation samt automation)
- Industritekniska programmet (inriktningar: produkt och maskinteknik samt svetsteknik)
- Introduktionsprogram
- Naturvetenskapsprogrammet (inriktningar: naturvetenskap samt naturvetenskap och samhälle)
- Teknikprogrammet (inriktningar: design och produktutveckling, informations- och medieteknik, produktionsteknik, samhällsbyggande och miljö samt teknikvetenskap)
- VVS- och fastighetsprogrammet (inriktningar: kyl- och värmepumpsteknik, ventilationsteknik samt VVS)
- Gymnasieingenjörsutbildning - vidareutbildning i form av ett fjärde tekniskt år för teknikelever

### Tidigare program och inriktningar
- Fordonsprogrammet, flyttat till Kristinehedsgymnasiet

## Kända kattegattare
- Per Gessle, svensk artist
- Basshunter, svensk sångare, musikproducent och DJ[1]
- Mikael Dolsten,  svensk-amerikansk läkare och forskare